# Heinie Zimmerman
Henry Zimmerman (Nueva York, Nueva York, 9 de febrero de 1887-Nueva York, Nueva York, 14 de marzo de 1969), más conocido como Heinie Zimmerman, fue un jugador profesional estadounidense de béisbol que se desempeñó en la posición de tercera base en las Grandes Ligas de Béisbol (MLB).

## Carrera
Zimmerman jugó como profesional diez temporadas en Chicago Cubs (1907-1916), después pasó a San Francisco Giants, donde jugó cuatro temporadas (1916-1919), y fue el equipo en el que lo expulsan del béisbol por arreglar partidos.

## Títulos
Fue campeón de bateo de la Liga Nacional en una oportunidad (1912).